# David Twohy
David Twohy est un réalisateur et scénariste américain, né le 18 octobre 1955 à Los Angeles (États-Unis).

## Biographie
On lui doit le script du Fugitif avec Harrison Ford, de Waterworld avec Kevin Costner et de À armes égales avec Demi Moore. Il s'est fait connaître en réalisant un film de science-fiction, The Arrival, avec Charlie Sheen, puis il a rencontré un premier succès avec Pitch Black (2000), un autre film de science-fiction interprété par Vin Diesel. Il a collaboré avec ce même acteur pour une suite plus ambitieuse, Les Chroniques de Riddick (2004) et a réalisé le troisième volet Riddick (2013) avec un budget de 38 millions de dollars seulement.
En 2019, il est annoncé par Vin Diesel lui-même que le tournage de Riddick 4:Furya devrait commencer bientôt, mais sans annoncer de date de sortie. 

## Filmographie

### comme réalisateur
- 1992 : Timescape : Le Passager du futur (Timescape)
- 1996 : The Arrival
- 2000 : Pitch Black
- 2002 : Abîmes (Below)
- 2004 : Les Chroniques de Riddick (The Chronicles of Riddick)
- 2009 : Escapade fatale (A Perfect Gateway)
- 2013 : Riddick
- prochainement : Riddick: Furya

### comme scénariste
- 1988 : Critters 2 (Critters 2: The Main Course), de Mick Garris
- 1989 : Warlock, de Steve Miner
- 1992 : Timescape : Le Passager du futur (Timescape)
- 1993 : Le Fugitif (The Fugitive), d'Andrew Davis
- 1994 : Terminal Velocity, de Deran Sarafian
- 1995 : Waterworld, de Kevin Reynolds
- 1996 : The Arrival
- 1997 : À armes égales (G.I. Jane), de Ridley Scott
- 1998 : US Marshals (U.S. Marshals) de Stuart Baird
- 2000 : Pitch Black
- 2002 : Impostor, de Gary Fleder
- 2002 : Abîmes (Below)
- 2004 : Les Chroniques de Riddick (The Chronicles of Riddick)
- 2013 : Riddick
- prochainement : Riddick: Furya